# Hồ màu sắc
Hồ màu sắc (Ba Lan "Kolorowe Jeziorka") là tên của ba (đôi khi bốn) ao nhân tạo được hình thành từ các hoạt đông khai thác mỏ cũ ở sườn núi Wielka Kopa (871 m) ở Rudawy Janowickie, thuộc dãy núi Sudetes, Ba Lan. Hồ lớn nhất và lớn tuổi nhất (1785) được đặt tên là Hoffnung và giờ trở thành Hồ Tím. Tên của các mỏ khác là: Neues Glück (1793, hiện tại là Hồ Xanh da trời) và Gustav Grube (1796; hồ Xanh lá). Những nơi này được khai thác (từ 1785 đến 1925) để lấy pyrite.
Các hồ có độ cao bề mặt khác nhau. Hồ Tím (560 m) có màu sắc với thành phần hóa học ở bờ và đáy rất phong phú với các hợp chất sắt, chủ yếu là pyrite. Ao chứa đầy dung dịch axit sunfuric (pH = 3). Được cảnh báo là tránh mọi tiếp xúc với nước vì nó có thể gây nguy hiểm. Bên dưới Hồ Tím có một cái hố nhỏ hơn, vào những thời điểm nó chứa đầy nước, nước rơi xuống từ cái ao bên trên - được gọi là Hồ Vàng.
Màu của nước Hồ Xanh da trời (635 m; còn được gọi là: Màu xanh lam hoặc Ngọc lục bảo) được cho là xuất phát từ sự hiện diện của các ion đồng. Nước của nó, bên cạnh màu sắc của nó, sạch sẽ, do đó trong những ngày hè nóng nực, có thể thấy mọi người tắm trong đó; Nước thường khá lạnh ở đây.

Hồ Xanh lá (730 m; còn được gọi là Ao đen), giống như Hồ Xanh da trời sở hữu màu của nó do các hợp chất đồng. Tùy thuộc vào lượng mưa, nó có thể tạm thời biến mất. 

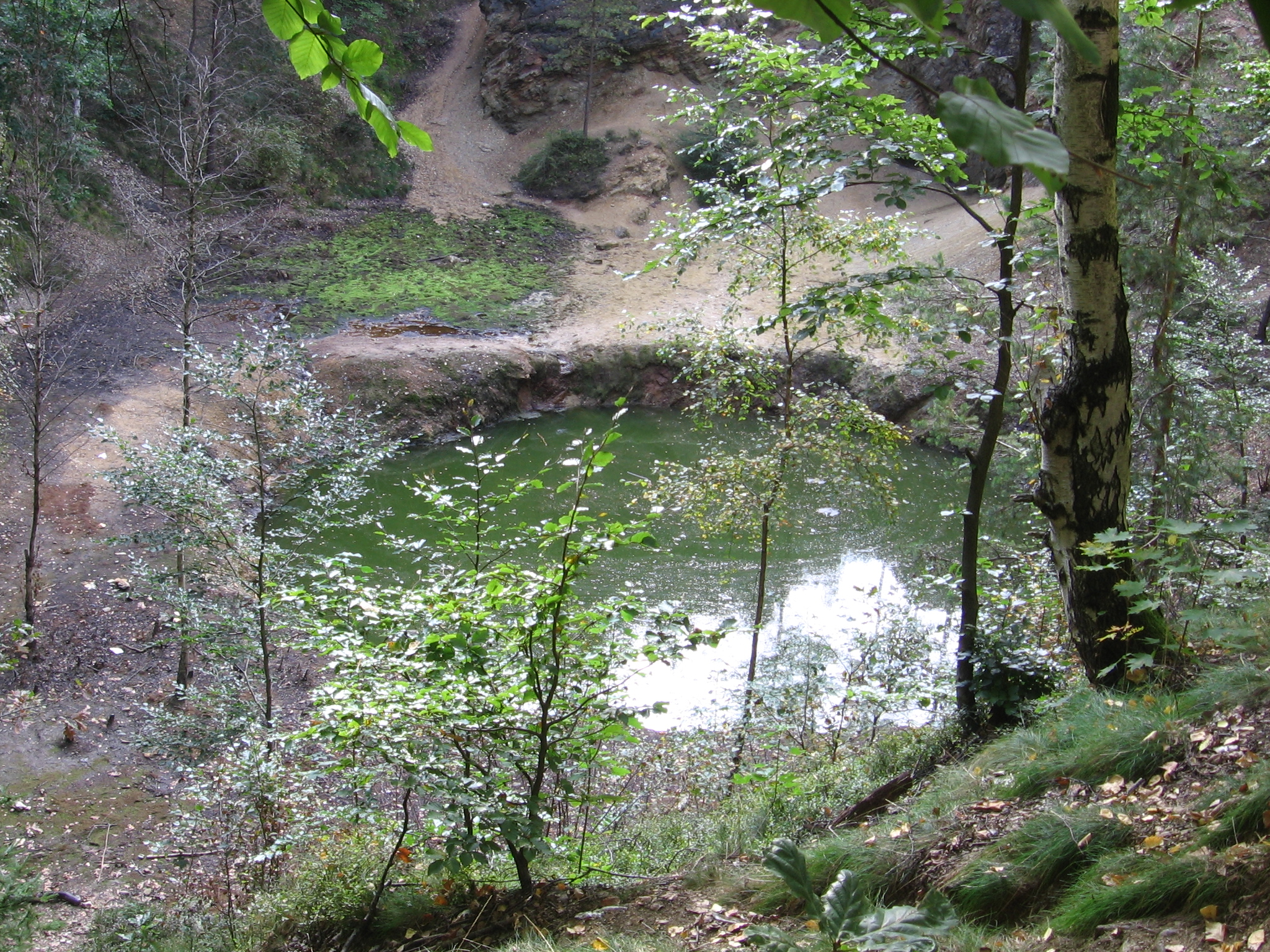
Hồ vàng
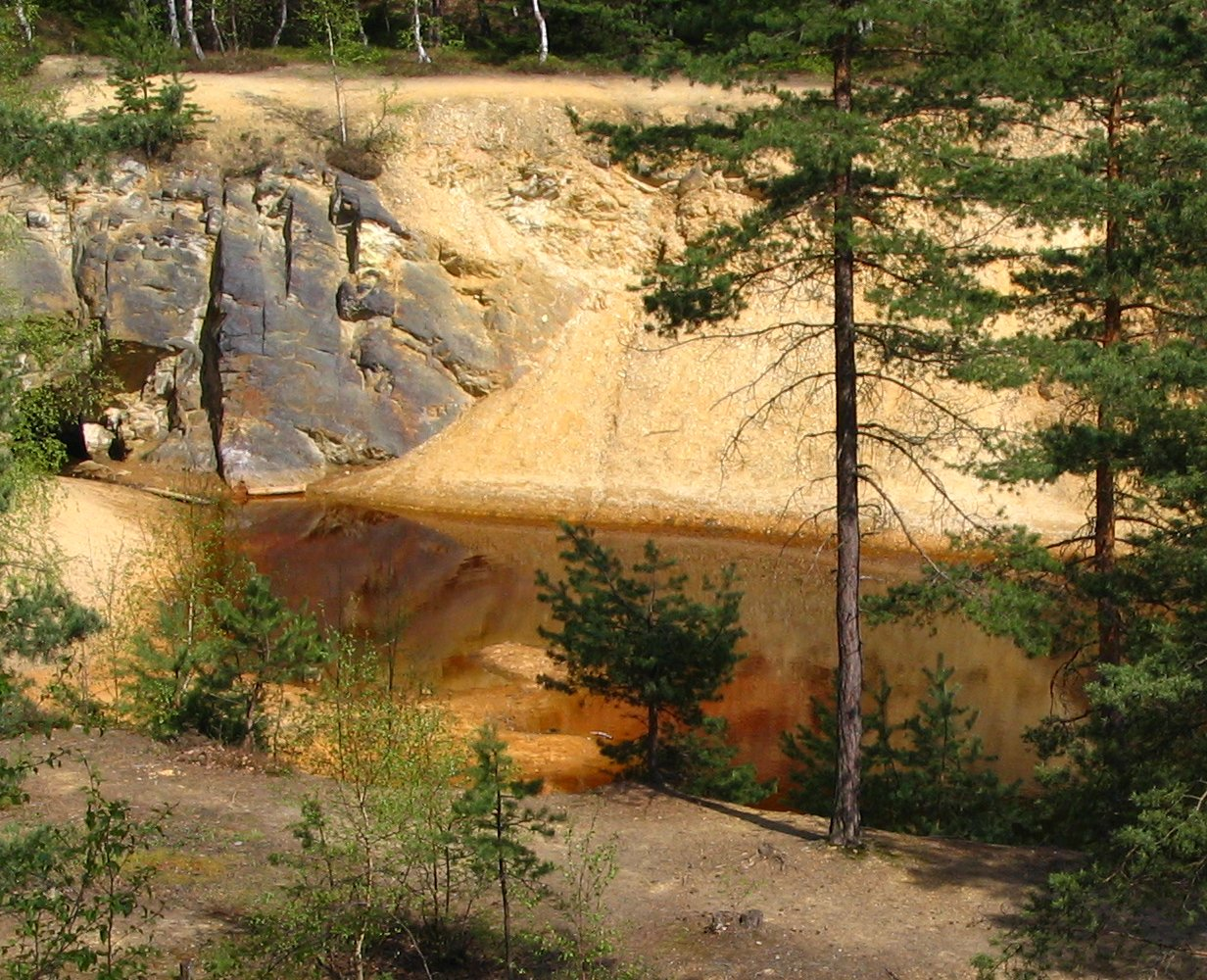
Hồ Tím
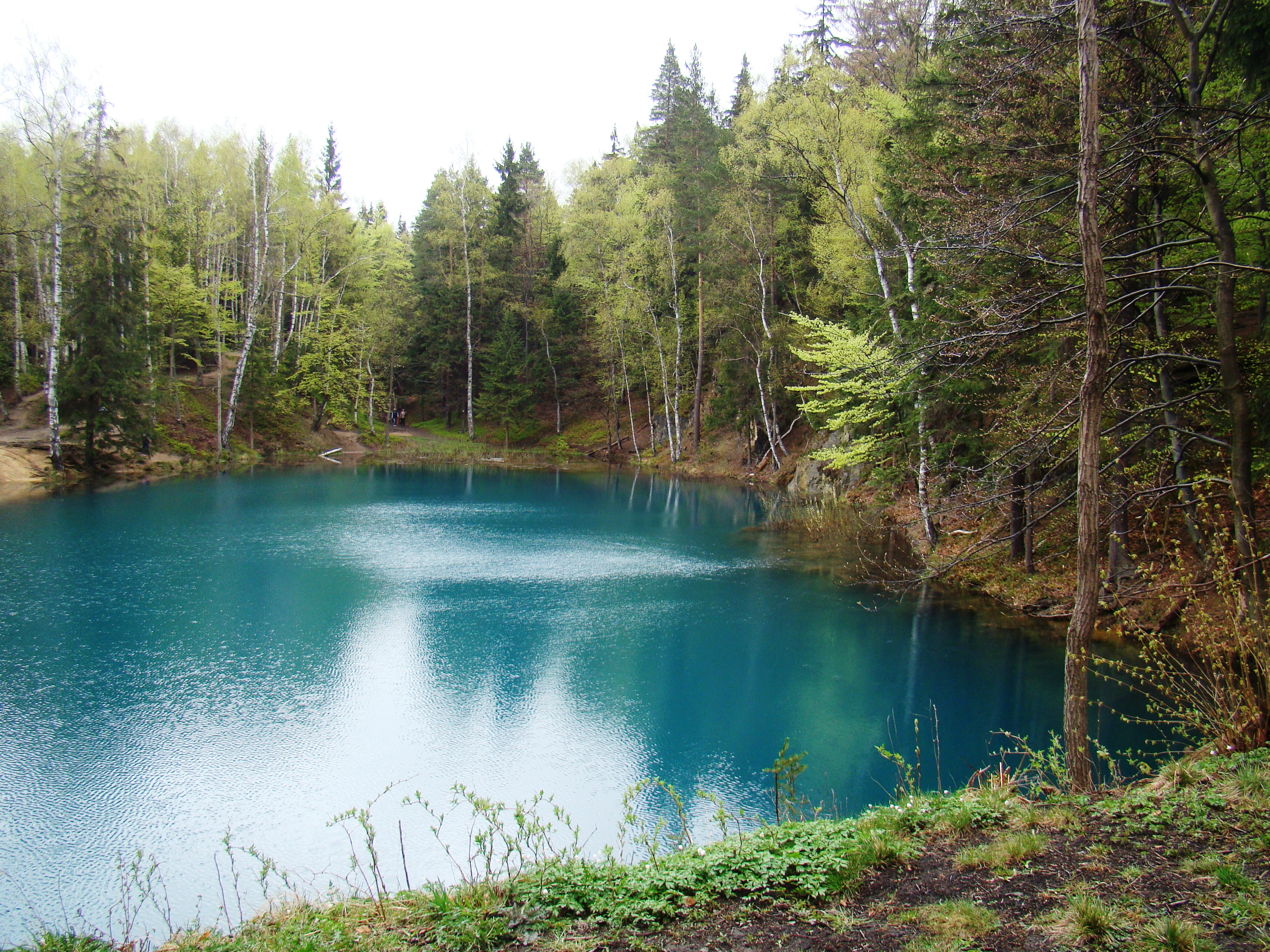
Hồ Xanh da trời
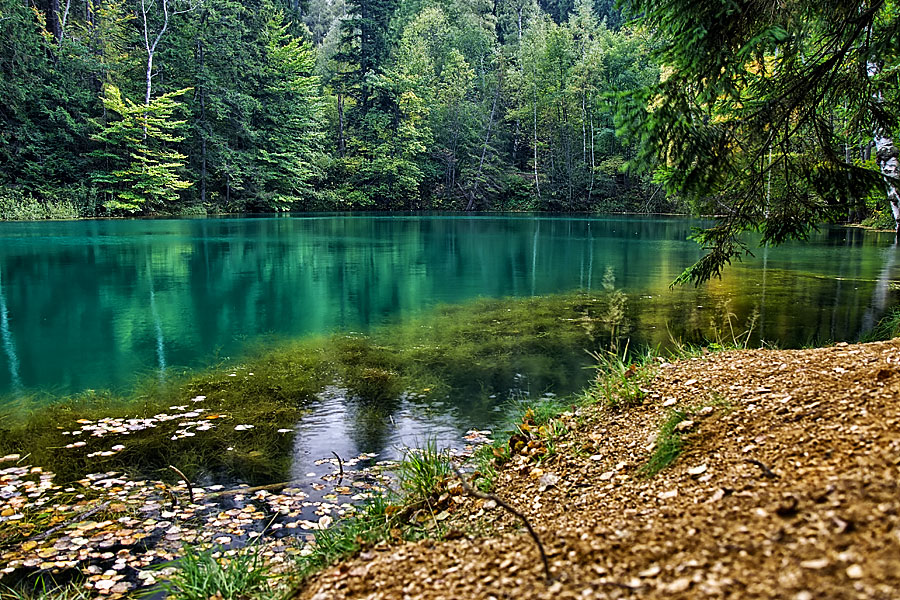
Hồ Xanh da trời
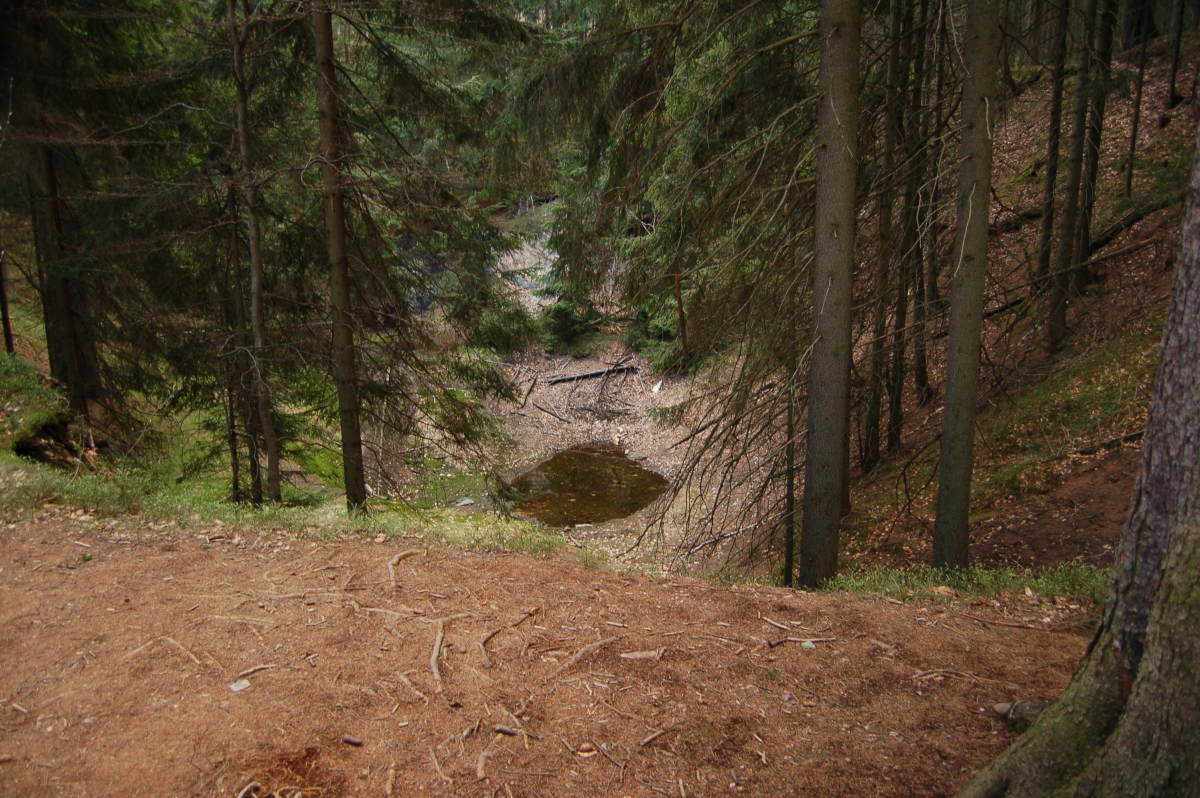
Hồ Xanh lá